# بروک تیلور
 بروک تیلور(به انگلیسی: Sir Brook Taylor) عضو انجمن سلطنتی (۱۸ اوت ۱۶۸۵ – ۳۰ نوامبر ۱۷۳۱) ریاضیدان انگلیسی بود که به علت قضیه تیلور و سری تیلور مشهور است.